# Macropodanthus membraniferus
Macropodanthus membraniferus là một loài thực vật có hoa trong họ Lan. Loài này được (Carr) H.A.Pedersen mô tả khoa học đầu tiên năm 1993.